# Roman Jarosewycz
Roman Jarosewycz (ukr. Роман Яросевич; ur. 19 maja 1862 w Moskalówce, zm. 18 maja 1934 w Stanisławowie) – ukraiński działacz społeczny, lekarz, publicysta, polityk radykalny i socjaldemokratyczny.

## Życiorys
Był synem duchownego greckokatolickiego ks. Ignacego (Ihnatija), proboszcza w Moskalówce w pow. kosowskim. Ukończył c. k. gimnazjum w Kołomyi (1880). Studiował teologię i filologię słowiańską na wydziale filozoficznym Uniwersytetu Lwowskiego (1880–1883) i w Wiedniu (1883–1885). Na tym ostatnim w 1885 otrzymał tytuł doktora filozofii. Następnie pracował jako nauczyciel w c. k. gimnazjum w Kołomyi (1886–1887) i gimnazjum św. Anny w Krakowie (1888–1889). Równolegle studiował medycynę na Uniwersytecie Jagiellońskim (1887–1894), w 1894 otrzymał tytuł doktora nauk medycznych. Od tego momentu prowadził praktykę jako lekarz-stomatolog najpierw w Borszczowie (1895–1904), potem w Stanisławowie (1905–1934). Był członkiem Ukraińskiego Towarzystwa Lekarskiego.
Już w okresie studiów krakowskich włączył się aktywnie w życie polityczne społeczności ukraińskiej w Galicji. Był współzałożycielem, a następnie liderem w latach 1890–1899 Ukraińskiej Partii Radykalnej (UPR – Украї́нська радика́льна па́ртія). W 1899 opuścił partię radykalną i był współzałożycielem, a następnie w latach 1899–1918 działaczem Ukraińskiej Partii Socjaldemokratycznej (Українська соціал-демократична партія).
Poseł do austriackiej Rady Państwa IX kadencji (27 marca 1897 – 7 września 1900) wybranym z listy UPR w kurii V (powszechnej w okręgu wyborczym nr 15 (Borszczów – Zaleszczyki – Czortków – Husiatyn – Trembowla – Skałat). W parlamencie był prezesem ukraińskiej frakcji radykalnej (1897–1899), następnie przeszedł do socjaldemokratów. W 1907 bezskutecznie ubiegał się z listy socjaldemokratycznej o mandat poselski do Rady Państwa w okręgu wyborczym nr 32 (Buczacz – Śniatyn – Zaleszczyki – Borszczów – Cygany – Tłumacz – Tarnowica Polna – Bohorodyczyn).
Podczas I wojny światowej w latach 1914–1917 mieszkał w Wiedniu. Publikował wówczas artykuły o tematyce ukraińskiej w wiedeńskich gazetach „Arbeiter Zeitung” i „Die Zeit”. W 1918 uczestniczył w tworzeniu Zachodnioukraińskiej Republiki Ludowej, m.in. podpisał w Kijowie Akt Zjednoczenia obu państw ukraińskich (22 stycznia 1919), był także delegatem do tymczasowego przedstawicielstwa zjednoczonej Ukrainy – Kongresu Pracy Ukrainy (23–28 stycznia 1919). Był także przewodniczącym ukraińskiego Socjaldemokratycznego Związku Robotników Kolejowych.
Po 1920 roku wycofał się z szerszego życia publicznego. Pracował wówczas jako lekarz kolejowy w Stanisławowie. Zmarł śmiercią samobójczą.